# پالادینز
پالادینز: قهرمان‌های قلمرو (به انگلیسی: Paladins: Champions of the Realm) یک بازی ویدئویی رایگان آنلاین به سبک تیراندازی است که توسط استودیو های-رز منتشر شده‌است. این بازی به‌وسیلهٔ ایول موجو گیمز، استودیو داخلی های-رز توسعه یافته‌است و در سال ۲۰۱۸ برای مایکروسافت ویندوز، پلی‌استیشن ۴، اکس‌باکس وان و نینتندو سوئیچ عرضه شد. در ابتدا بازی از دو تیم پنج نفره تشکیل می‌شود که هدف آن‌ها تصرف مقر خاصی است و پس از تصرف حمله کردن به تیم دشمن و رساندن ماشین جنگی است.
پالادینز شامل چندین قهرمان است که بازیکن می‌تواند هر کدام از آن‌ها را قبل از شروع مبارزه انتخاب کند. تمامی قهرمان‌ها در این بازی ۵ قابلیت دارد که ترکیب این توانایی‌ها با یک دیگر باعث خلق حرکت‌هایی استثنایی در بازی می‌شود، هر کدام از کارکترها نقش خاصی در بازی دارند، عده‌ای در دل دشمن می‌روند و با سپر خود از بقیه دفاع می‌کنند و عده‌ای در پشت بقیه افراد تیم به ضربه زدن به دشمنان می‌پردازند. همچنین با کشتن افراد یا گرفتن امتیاز شما پول‌هایی بدست می‌آورید که با خرید آیتم‌ها می‌توان قدرت قهرمان را چند برابر کرد و با قدرت بیشتری به بازیکنان دیگر حمله نمود.
چندی پیش هم در اخبار بازی های ویدیویی بایگانی‌شده  در ۴ اوت ۲۰۲۲ توسط Wayback Machine  آمده بود که سازنده این بازی مدیرعامل استدیو HiRez (سازنده Smite, Paladins, Realm Royale) همراه با استدیو سازنده War Tunder به سونی بابت عدم اجازه کراس پلی ازاد و گزینشی | کمپانی سونی تا چندماه پیش به کل اجازه کراس پلی به هیچ بازی را نمیداد ولیکن این سرسختی با فورتنایت شکسته شد ولیکن به نظر سونی همچنان بابت کراس پلی گزینشی عمل میکند